# Hospital Universitari Arnau de Vilanova
|  | Aquest article tracta sobre l'hospital de Lleida. Si cerqueu l'hospital de València, vegeu «Hospital Arnau de Vilanova (València)». |

Logotip de l'Hospital Universitari Arnau de Vilanova de Lleida

L'Hospital Universitari Arnau de Vilanova és el centre hospitalari de referència de la sanitat pública a les terres de Lleida i a algunes comarques de la Franja de Ponent. La seva gestió correspon a l'Institut Català de la Salut (ICS).
Compta en l'actualitat amb una dotació de 462 llits.

## Història
L'hospital fou inaugurat el juny de 1956 sota el nom de Residencia Sanitaria General Moscardó.
Des de la seua construcció, l'Hospital ha viscut successives ampliacions i remodelacions. El 1987 s'inaugurà una nova ala annexa a l'antiga residència, que avui dia és l'entrada principal al complex.
Va pertànyer a la xarxa d'hospitals de l'INP i després a l'INSALUD, fins a l'any 1981 que va ser traspassat a la Generalitat de Catalunya.
El 2021 es va construir l'Edifici Hospitalari Polivalent a l'Hospital Universitari Arnau de Vilanova, realitzat per l'empresa PMMT Arquitectura i promogut pel Servei Català de la Salut com a resposta de la crisi sanitària provocada per la COVID-19. L'edifici va ser premiat pels Premis Catalunya Construcció 2021 del CAATEEB
L'any 1995 l'hospital es consolida dins la categoria d'Hospital Universitari.
Actualment l'Institut de Recerca Biomèdica de Lleida disposa d'un edifici annex a l'hospital i a partir el 2015 es configura el nou Consorci Sistema Integral de Salut Lleida.